# Alice in Hell
Alice in Hell (с англ. — «Алиса в аду») — дебютный студийный альбом канадской трэш-метал-группы Annihilator. Альбом был продан тиражом более 250 тысяч копий по всему миру.
Образованный в 1984 году в Оттаве, к 1987 году ансамбль имел в своём портфолио пару демозаписей неплохо принятых публикой, но так и не принесших ему контракт с лейблами звукозаписи. Неудачи побудили лидера группы Джеффа Уотерса сменить местопребывание и перебраться на другую сторону континента в Ванкувер, где, со слов менеджера, он смог бы записать свой альбом. Поскольку остальные члены формации за ним не последовали, Уотерсу пришлось собирать новый состав, попутно частями записывая музыкальный материал. Этот процесс растянулся на год с небольшим.
В итоге пластинка была выпущена 17 апреля 1989 года на лейбле Roadrunner Records. Благодаря грамотному продвижению и темпераментному самобытному музыкальному материалу она сразу привлекла внимание любителей жанра. Рецензенты выделяли необычную структуру песен с сильным влиянием классического хеви-метала и его прогрессивной разновидности, а также филигранное исполнительское мастерство.
Спустя десятилетия Alice in Hell по-прежнему остаётся классикой жанра и считается самым успешным дебютом в истории Roadrunner Records.

## История создания

### Основание и первые записи
Annihilator был организован в 1984 году в Оттаве двумя друзьями: 18-летним уроженцем этого города Джеффом Уотерсом и 20-летним торонтцем Джоном Бейтсом, выросшим в канадской столице. Занимавшийся музыкой с юных лет лидер ансамбля и автор бо́льшей части материала Уотерс незадолго до этого открыл для себя альбомы набиравших популярность пионеров трэш-метала, таких как Slayer, Exodus, Venom, Razor и Metallica, и загорелся идеей делать то же самое на более мелодичном гитарном уровне. Возвращаясь в те дни, он вспоминал: «Я крайне серьёзно воспринимал всё, что касалось группы, вплоть до того, что это была единственная вещь в моей жизни, на которой я был полностью сконцентрирован. Я вкалывал на репетициях, словно заключённый тюремной колонии, очень жёстко. В те времена только это имело для меня значение». Спустя год музыканты смогли записать первое демо Welcome to Your Death.
В работу вошли шесть треков, четыре из которых впоследствии окажутся на Alice in Hell: ранние версии «Crystal Ann», «Burns Like a Buzzsaw Blade», «W.T.Y.D.», а также «Lust of Death», которая в дальнейшем была переработана в «Human Insecticide». Welcome to Your Death было записано в следующем составе: Джефф Уотерс — гитара, Джон Бейтс — вокал, Дэйв Скотт — бас и Пол Малек — ударные.
После создания демо Annihilator отправился на две недели в резиденцию в город Валь-д’Ор провинции Квебек, где в баре The Ritz прошли первые концертные выступления и обкатка материала.
Вскоре пути участников группы разошлись, и в 1986 году второе демо, получившее название Phantasmagoria, записывалось только двумя исполнителями — Джеффом Уотерсом и Полом Малеком. В него вошло четыре песни, среди которых были «Alison Hell» и «Ligeia». Тогда же была записана ещё пара треков, не включённых в демо: «Schizos (Are Never Alone) Parts I & II» и «Powerdrain». Эти ауттейки и упомянутая демоверсия «Ligeia» в 1998 году стали бонус-треками к переизданию Alice in Hell.
Ввиду отсутствия штатного вокалиста Джефф сам выполнил вокальные партии на Phantasmagoria. «Я просто не смог найти певца, — объяснял он, — поэтому просто наложил свой скриминг и дэт-металический гроулинг в демо. Оглядываясь назад, должен сказать, что лучше бы я всё же подыскал вокалиста, но что получилось, то получилось».
Следующие полгода Уотерс провёл в бесконечной переписке: «Я целыми днями тиражировал кассеты и отправлял их по любому адресу, который мог только откопать». Треш-метал сообщество, наконец, признало группу, а андеграундные фэнзины наполнились хвалебными рецензиями и первыми интервью.

### Работа над альбомом
Тем не менее, невзирая на все свои усилия, единственное, что получили музыканты в ответ на свои рассылки, это было предложение Metal Blade продать за 1000 долларов авторские права на песню «Alison Hell» в пользу своего клиента: Lizzy Borden. В сердцах, Уотерс в августе 1987 года решил перебраться в Ванкувер, находящийся за 4 тысячи километров от Оттавы. Тогдашний менеджер группы пообещал Уотерсу беспрепятственный доступ к первоклассной студии для записи своей музыки. В реальности этот доступ был ограничен максимум двумя-тремя часами в ночное время суток. Поэтому, производство первого альбома длилось больше года — с лета 1987 по осень 1988 года. С другой стороны, это же обстоятельство позволяло не торопясь подобрать новый состав музыкального коллектива, поскольку коллеги Уотерса отказались покидать канадскую столицу. Параллельно поиску персонала менеджер искал финансирование для будущего альбома. В это же время канадское правительство согласилось в рамках поддержки национальных исполнителей выделить грант в размере 20 000 $ на запись лонгплея и на съёмки видеоклипа для его раскрутки. Условием кредитного соглашения была самостоятельная запись альбома в расчёте на будущее. В случае если материал заинтересовал бы звукозаписывающие лейблы и привёл бы к заключению контракта на выпуск диска, группе предстояло бы вернуть инвестиции.
Процесс записи длился более года — это действительно очень долго. Поскольку мы всё делали самостоятельно, мне приходилось быть на связи 24 часа в сутки. Это означало, что если студия была свободна на один час в четыре часа утра, я должен был мчаться туда, чтобы наложить пару гитарных дорожек или чего-то другого, чем я был занят в тот момент времени. Записывать альбом по крупицам — это была невероятно выматывающая ситуация для меня.
Ударник Рэй Хартман был найден довольно быстро, на позицию второго гитариста прибыл Кейси Тейвз, а вот на позицию фронтмена пришлось потратить время и пересмотреть нескольких кандидатов. Вклад одного из них, Денниса Дубо, вошёл в итоговую версию дебютника в виде бриджа в «Alison Hell». Даже когда музыка пластинки была закончена, вакансия вокалиста оставалась свободна ещё несколько месяцев. Дошло до того, что Уотерс сам пробовал исполнить вокальные партии. «Первый раз когда я попробовал петь в студии, — вспоминал он, — мой голос был превосходен, но только первые полчаса, после чего он резко садился. Я просто не умел тогда ещё петь надлежащим образом, как могу это делать сейчас. Кроме того, я не хотел становиться фронтменом, я был молод и не уверен в себе. В те времена я даже интервью не мог толком дать. Пение было последней темой, которой я хотел бы заниматься, но я всё же попробовал». Наконец, в поле зрения гитариста попал Рэнди Рэмпейдж. Это была довольно известная личность в местном андеграунде, отметившийся участием в культовой хардкор-панк формации D.O.A. в качестве басиста, и даже успевший выпустить сольный миньон. «Рэнди не был великим певцом, но у него был правильный подход к Annihilator», — так Уотерс оценивал появление вокалиста в 1998 году. Из готового материала было сформировано двухпесенное демо Alison Hell, позволившее летом 1988 года заключить контракт на выпуск альбома с Roadrunner Records. Тогда же завершилось номинальное сотрудничество с Кейси Тейвзом, чьё участие в музыкальном коллективе ограничилось присутствием на одном из официальных фото того периода.
Несмотря на то, что в списке участников группы в буклете альбома числится пять человек, во время студийных сессий в 1988 году Annihilator состоял из трёх музыкантов (Рэнди Рэмпейдж, Джефф Уотерс и Рэй Хартман). Помимо гитары, Уотерс исполнил партии бас-гитары и бэк-вокала, спродюсировал запись и написал все песни, за исключением «Crystal Ann». Хотя Энтони Брайан Гринхэм и Уэйн Дарли отмечены в альбоме как гитарист и басист соответственно, это была ошибка, и они присоединились к Annihilator только после того, как Alice in Hell был закончен, Дарли, тем не менее, успел записать бэк-вокал. Уотерс объяснял в интервью, что причиной, по которой Гринхэм и Дарли были указаны среди участников записи, было требование Roadrunner. Текст на вкладке конверта первого издания подтверждал, что все гитарные и басовые партии на пластинке были исполнены Уотерсом.

## Наполнение
Имея в основе калифорнийскую разновидность трэш-метала, музыка дебютной работы Annihilator сохраняет свою самобытность и особый темперамент за счёт обильного присутствия в ней элементов прогрессива и хеви-метала. Даже в самых зловещих своих проявлениях она демонстрирует любовь к прогрессивным мелодиям и техникам. Композиции отличаются сложной, многоуровневой структурой, их важнейшим компонентом являются гитары. Вокал и ударные на Alice in Hell, по мнению критиков, призваны усилить впечатление от харизматической гитарной работы Уотерса. Многочисленные риффы в песнях создают ощущение жужжания циркулярной пилы, а частые смены темпа придают им дополнительное разнообразие и живость, создавая впечатляющие повороты мелодической линии.
Мы спид-металлическая группа, но это не значит, что мы должны быть тупыми и громкими. В нашей музыке много тонкости и воображения. Писать и исполнять двухаккордные песни нам просто неинтересно.
Из представленного на пластинке материала особняком стоит «Alison Hell», на которую был снят видеоклип и которой было суждено стать одной из визитных карточек ансамбля. Джефф Уотерс считает, что она открыла группу поклонникам тяжёлой музыки всего мира: «Несмотря на то, что нас относили к трэшевой сцене, это была не трэш-металлическая, а хард-роковая песня. Единственным признаком тяжести является гитарный рифф в припеве, который немного схож со стилем Гэри Холта из Exodus. Много лет спустя соло напомнило мне о Михаэле Шенкере, что было немного иронично, потому что на меня повлиял Маттиас Ябс из Scorpions. А записей Шенкера у меня никогда не было!». Сюжетно эта композиция о девушке, которая думает, что её терроризирует злой дух. Она просит помощи у своих родителей, но когда те игнорируют её мольбы, она медленно сходит с ума и, в итоге, попадает в психиатрическую лечебницу. В начале 1980-х, в подростковом возрасте, Уотерс увидел в новостях сообщение о реальной истории такой девушки из Монреаля. Этот случай запал в душу юноше, тем более, что он перекликался с серией фильмов ужасов «Экзорцист», популярной в те годы. Вступительные титры к официальному видеоклипу дублируют эту же информацию.
Подбирая название лонгплею, Уотерс опирался на сказку Льюиса Кэрролла — «Алиса в Стране чудес» (англ. Alice in Wonderland), обыграв его как «Алиса в аду» (англ. Alice in Hell). Для титульного трека музыкант предпочёл его видоизменить, чтобы оно выглядело как имя и фамилия героини. Таким образом, первым вариантом было сочетание: Элис Хэлл. Посоветовавшись с вокалистом оригинального состава группы Джоном Бейтсом, который был автором большей части текста песни и лирических идей, они сообща остановились на Элисон Хэлл, поскольку эта версия вписывалась в общий замысел и звучала лучше.
Alice in Hell был первым из шести альбомов Annihilator, на котором одним из соавторов композиций был Джон Бейтс, где он участвовал в создании песен «Alison Hell», «WTYD», «Burns Like a Buzzsaw Blade» и «Human Insecticide». Бейтс также является соавтором некоторых песен на Never, Neverland (1990), King of the Kill (1994), Refresh the Demon (1996), Remains (1997) и Criteria for a Black Widow (1999).
Тема душевных заболеваний также прослеживается в композициях «Wicked Mystic», «Schizos (Are Never Alone) Parts I & II», «Human Insecticide» и «Word Salad». В своём дальнейшем творчестве музыканты Annihilator ещё не раз обращались к психическим расстройствам как к источнику вдохновения. Обсуждая это направление в интервью норвежскому журналу Slayer, Уотерс рассуждал: «Многие могут подумать, что писать об этом глупо, но, по крайней мере, это сложная тема, и это реально! Масса других групп забывают о реальности в своих текстах, и я думаю, что все эти песни о чём-то антиядерном становятся немного скучными. Музыка временами довольно жуткая, но мы не увлекаемся сатаной, какими-то фантомами или подобным мусором».
Предпоследнее произведение диска, «Ligeia», навеяно классическим рассказом 1838 года «Лигейя» американского писателя Эдгара Аллана По, в котором жёны героя истории последовательно умирают, и дух первой жены, Лигейи, вселяется в тело второй. Интернет-издание Loudwire отметило, что получившаяся в итоге культовая история о привидениях в трэш-метал аранжировке выглядит особенно драматично.

## Восприятие
| Оценки критиков               | Оценки критиков |
| Источник                      | Оценка          |
| ----------------------------- | --------------- |
| AllMusic                      | [ 25 ]          |
| Billboard                     | без оценки      |
| Cashbox                       | без оценки      |
| Circus                        | без оценки      |
| Encyclopedia of Popular Music | [ 29 ]          |
| Hit Parader                   | [ 30 ]          |
| Kerrang!                      | [ 2 ]           |
| metal.de                      | [ 31 ]          |
| Music Week                    | без оценки      |
| Powermetal.de                 | без оценки      |
| Rock Hard                     | [ 34 ]          |
| Rock Hard                     | без оценки      |
| Sputnikmusic                  | [ 15 ]          |

Первая запись канадской формации была сразу замечена современниками. Обозреватели американского журнала Circus Пол Галлотта и Дайна Дарзин охарактеризовали Annihilator как «великую хеви-метал группу, которую случайно занесло на территорию трэша». Но при этом их музыка обладала столь уникальным собственным стилем, что к музыкантам было сложно приклеить какой-либо конкретный ярлык. Столь великолепным дебютом, по мнению журналистов, они зарекомендовали себя как одни из самых многообещающих новичков. Хольгер Штратман, редактор авторитетного немецкого издания Rock Hard, уже в февральском выпуске за 1989 год окрестил Alice in Hell «скоростным дебютом года». Большое впечатление на немецкого специалиста произвели гитарная работа высочайшего класса, изобретательная ритм-секция и «неслыханные брейки в „Alison Hell“ и „W.T.Y.D.“». Материал пластинки, пишет Штратман, «неизменно хорош сразу и содержит как минимум пять супер-треков, некоторые из которых имеют все шансы стать классикой» стиля, и завершил рецензию такими словами: «Сделайте себе одолжение и, вместо нового альбома Dark Angel, возьмите Alice in Hell — пластинку, которая, будь она выпущена пять лет назад, сегодня имела бы статус Kill ’Em All Metallica». Кирк Блоуз из британского еженедельника Music Week, специализирующегося на поп-музыке, также не был удивлён почему с музыкой, наполненной таким «бешеным темпом, сложными аранжировками» и «набором обжигающих соло», диск получает восторженные оценки в металлической прессе. Янисс Гарса из Cashbox выбрала Alice in Hell метал-альбомом недели, а Пол Эллиотт из Sounds сравнил «новый дивный звук» Annihilator с Queensrÿche и Metallica и назвал замешанный на джазе пауэр-метал канадцев главным открытием 1989 года наряду со Slowly We Rot Obituary. Специалисты Billboard не согласились с такой оценкой, отметив в своём обзоре от 13 мая 1989 года только «W.T.Y.D.» и интересную смену темпа в «Crystal Ann», но в целом вынесли вердикт о том, что ничего нового ансамбль предложить не смог, и названия треков читать интересней, чем их слушать. Энди Сечер из американского ежемесячника Hit Parader, хотя и поставил студийнику посредственную оценку, в тексте назвал квинтет одним из самых интересных явлений канадской сцены. «За несколько последних лет этот одарённый, яркий и неизменно зрелищный коллектив сумел развить мощную поддержку у себя на родине и теперь рассчитывает распространить её на юг от границы», а своеобразное чувство юмора, ощутимое в таких песнях, как «Schizos Are Never Alone» и «Ligeia», по словам Сечера, могло бы только способствовать международному признанию.
В ретроспективных рецензиях, написанных спустя десятилетия после выхода альбома, общая тональность оценок сохраняется. Эдуардо Ривадавия из AllMusic поставил ему три звезды из пяти и заявил, что «фирменный стиль Annihilator, выраженный в техничном, неглупом трэш-метале, привлёк множество поклонников этим прекрасным дебютом, возможно, лучшим релизом в карьере группы». Райнер Райтель из немецкого ресурса Powermetal.de отнёс работу к разряду классики, сказав, что после этой записи Джефф Уотерс сразу зарекомендовал себя как гитарист и автор песен мирового уровня. Столь же высоко Райтель отозвался о вкладе остальных музыкантов, назвав игру барабанщика Рэя Хартмана виртуозной, а вокал Рэмпейджа «противным, но мощным». В заключении Райтель сделал вывод: «С Alice in Hell Annihilator представили один из лучших дебютов в истории спид-трэша, в этом нет никаких сомнений. Этот диск, который до сих пор звучит свежо… Это несокрушимая классика, до сих пор непревзойденная в истории ансамбля, по праву считается одним из абсолютных шедевров жанра и должна вдохновлять каждого трэшера даже сегодня». Майк Станьо из Sputnikmusic солидарен с такой оценкой. Он тоже посчитал лонгплей одним из главных достижений ансамбля (наряду с Never, Neverland) и одним из лучших альбомов 1989 года. «Альбом полон техничных риффов и соло от гитариста и автора песен Джеффа Уотерса, которые обязательно понравятся любому любителю трэш-метала, — писал Станьо, — В Alice in Hell очень мало скучных моментов, так как каждая из песен по-своему очень сильна и не будет выглядеть неуместной на пластинке любой из большой четвёрки трэша», и выражал сожаление, что коллектив не обрёл такой же популярности.

## Продвижение и изменения в составе
В рамках кампании по стимулированию сбыта и за счёт вышеуказанного кредита от правительства Канады был снят видеоклип к «Alison Hell», премьера которого состоялась в субботу, 10 июня 1989 года, в программе MTV Headbangers Ball. В ролике на заднем плане фигурировал второй гитарист Энтони Брайан Гринхэм, который вскоре после этого был заменен Дэйвом Скоттом Дэвисом. С ним Annihilator продолжили подготовку к своему первому гастрольному турне.
| 18 июня 1989 | Rockfabrik, Людвигсбург, ФРГ                     | Разогревающий исполнитель для Onslaught                        |
| 19 июня 1989 | Zeche, Бохум, ФРГ                                | Разогревающий исполнитель для Onslaught                        |
| 20 июня 1989 | Docks, Гамбург, ФРГ                              | Разогревающий исполнитель для Onslaught                        |
| 22 июня 1989 | Zaal Martinus, Ордегем, Бельгия                  | Разогревающий исполнитель для Onslaught                        |
| 23 июня 1989 | Waldseehalle, Брюхель, ФРГ                       | Разогревающий исполнитель для Onslaught                        |
| 24 июня 1989 | Ruhrersaal, Кулиссе, ФРГ                         | Разогревающий исполнитель для Onslaught                        |
| 25 июня 1989 | Theaterfabrik, Мюнхен, ФРГ                       | Разогревающий исполнитель для Onslaught                        |
| 26 июня 1989 | Rockfabrik, Аугсбург, ФРГ                        | Разогревающий исполнитель для Onslaught                        |
| 27 июня 1989 | Akzente, Тутлинген, ФРГ                          | Разогревающий исполнитель для Onslaught                        |
| 29 июня 1989 | Volksbildungsheim, Франкфурт-на-Майне, ФРГ       | Разогревающий исполнитель для Onslaught                        |
| 30 июня 1989 | Volkshaus, Цюрих, Швейцария                      | Разогревающий исполнитель для Onslaught и Mortal Sin           |
| 3 июля 1989  | неизвестный концертный зал, Милан, Италия        | Разогревающий исполнитель для Onslaught                        |
| 5 июля 1989  | Elysee Montmarte, Париж, Франция                 | Разогревающий исполнитель для Onslaught                        |
| 6 июля 1989  | Paradiso, Амстердам, Нидерланды                  | Разогревающий исполнитель для Onslaught                        |
| 8 июля 1989  | The Woughton Centre, Милтон-Кинс, Великобритания | Разогревающий исполнитель для Onslaught, Horse London и Pariah |
| 9 июля 1989  | The Hippodrome, Бристоль, Великобритания         | Разогревающий исполнитель для Onslaught и Horse London         |
| 11 июля 1989 | Rock City, Ноттингем, Великобритания             | Разогревающий исполнитель для Onslaught и Horse London         |
| 12 июля 1989 | The Riverside, Ньюкасл, Великобритания           | Разогревающий исполнитель для Onslaught и Horse London         |
| 13 июля 1989 | The Majestic, Рединг, Великобритания             | Разогревающий исполнитель для Onslaught и Horse London         |
| 14 июля 1989 | The Astoria Theatre, Лондон, Великобритания      | Разогревающий исполнитель для Onslaught и Horse London         |

Первоначально планировалось провести тур по США с Exodus, которой был бы приурочен к выпуску альбома, но когда этого не произошло, после всего двух концертов в Ванкувере и Нью-Йорке Annihilator отправился в гастроли по Европе с Onslaught, где они зарекомендовали себя как хорошая концертная группа. Дебют на европейской сцене состоялся 18 июня 1989 года в Людвигсбурге в концертном зале Rockfabrik, после чего выступления продолжились до середины июля на площадках Западной Германии, Бельгии, Швейцарии, Франции и Нидерландов. Заключительная часть европейского турне Alice in Europe прошла в Великобритании, финальное шоу прошло 14 июля в лондонской Астории.
В сентябре, в преддверии американского турне был выпущен промосингл «Word Salad» с концертной записью «Human Insecticide» на оборотной стороне. В своих воспоминаниях Джефф Уотерс благодарил руководство Roadrunner Records за готовность инвестировать в рекламную кампанию, а также выделял особую роль в раскрутке пластинки A&R-менеджера звукозаписывающего лейбла — Монте Коннера. Монте только недавно начал свою работу на компанию и это был его первый контракт. Только в американском издании Hit Parader полноцветный рекламный постер на всю страницу размещался на протяжении трёх месяцев. В качестве слогана была избрана фраза: «Алиса опять потерялась, но теперь она зашла слишком далеко…». Усилия команды Коннера не прошли даром, показатели продаж Alice in Hell многократно превысили первоначальные ожидания выпускающей компании. Со слов Уотерса, в Roadrunner Records рассчитывали продать запись тиражом в 15—20 тысяч копий, но уже в первые несколько месяцев по всему миру было реализовано около 250 000 физических носителей. По состоянию на октябрь 2022 года точные статистические итоговые данные в сети отсутствуют, но встречаются сведения, что суммарный тираж диска перевалил отметку в 1 миллион экземпляров, достигнув отметки в 1 250 000 единиц. Фактически, эта пластинка стала самым прибыльным дебютом Roadrunner Records как звукозаписывающей компании.
| 30 сентября 1989 | Iguana’s, Тихуана, Мексика                                          | Разогревающий исполнитель для Testament и Eminence           |
| 1 октября 1989   | Rockers, Финикс, Аризона, США                                       | Разогревающий исполнитель для Testament                      |
| 2 октября 1989   | неизвестный концертный зал, Тусон, Аризона, США                     | Разогревающий исполнитель для Testament                      |
| 4 октября 1989   | неизвестный концертный зал, Лас-Вегас, Невада, США                  | Разогревающий исполнитель для Testament                      |
| 5 октября 1989   | Ventura Theater, Вентура, Калифорния, США                           | Разогревающий исполнитель для Testament                      |
| 6 октября 1989   | The Country Club, Реседа, Калифорния, США                           | Разогревающий исполнитель для Testament                      |
| 8 октября 1989   | Jezebel’s, Анахайм, Калифорния, США                                 | Разогревающий исполнитель для Testament и Hellraiser         |
| 9 октября 1989   | неизвестный концертный зал, Модесто, Калифорния, США                | Разогревающий исполнитель для Testament                      |
| 10 октября 1989  | неизвестный концертный зал, Гернвилл, Калифорния, США               | Разогревающий исполнитель для Testament                      |
| 12 октября 1989  | Starry Night, Портленд, Орегон, США                                 | Разогревающий исполнитель для Testament                      |
| 13 октября 1989  | Legend’s, Такома, Вашингтон, США                                    | Разогревающий исполнитель для Testament                      |
| 14 октября 1989  | The Paramount Theatre, Нью-Уэстминстер, Британская Колумбия, Канада | Разогревающий исполнитель для Testament                      |
| 15 октября 1989  | Frankie & Johnny’s, Калгари, Альберта, Канада                       | Разогревающий исполнитель для Testament                      |
| 17 октября 1989  | Londonderry Inn, Эдмонтон, Альберта, Канада                         | Разогревающий исполнитель для Testament                      |
| 19 октября 1989  | The Zoo, Бойсе, Айдахо, США                                         | Разогревающий исполнитель для Testament                      |
| 20 октября 1989  | The Speedway Cafe, Солт-Лейк-Сити, Юта, США                         | Разогревающий исполнитель для Testament                      |
| 21 октября 1989  | Roller City North, Торнтон, Колорадо, США                           | Разогревающий исполнитель для Testament                      |
| 22 октября 1989  | Cotillion Ballroom, Уичито, Канзас, США                             | Разогревающий исполнитель для Testament и Dead Orchestra     |
| 24 октября 1989  | First Avenue, Миннеаполис, Миннесота, США                           | Разогревающий исполнитель для Testament и Wrathchild America |
| 26 октября 1989  | Central Park Athletic Club, Милуоки, Висконсин, США                 | Разогревающий исполнитель для Testament и Wrathchild America |
| 27 октября 1989  | The Vic Theatre, Чикаго, Иллинойс, США                              | Разогревающий исполнитель для Testament и Wrathchild America |
| 28 октября 1989  | Royal Oak Music Theatre, Ройал-Ок, Мичиган, США                     | Разогревающий исполнитель для Testament и Wrathchild America |
| 29 октября 1989  | Bogart’s, Цинциннати, Огайо, США                                    | Разогревающий исполнитель для Testament и Wrathchild America |
| 30 октября 1989  | The Ritz Music Hall, Индианаполис, Индиана, США                     | Разогревающий исполнитель для Testament и Wrathchild America |
| 31 октября 1989  | Stadium Arena Annex, Гранд-Рапидс, Мичиган, США                     | Разогревающий исполнитель для Testament и Wrathchild America |
| 1 ноября 1989    | Newport Music Hall, Колумбус, Огайо, США                            | Разогревающий исполнитель для Testament и Wrathchild America |
| 3 ноября 1989    | South Hills Theater, Питтсбург, Пенсильвания, США                   | Разогревающий исполнитель для Testament и Wrathchild America |
| 4 ноября 1989    | The Phantasy Theatre, Лейквуд, Огайо, США                           | Разогревающий исполнитель для Testament и Wrathchild America |
| 5 ноября 1989    | The Skyroom, Буффало, Нью-Йорк, США                                 | Разогревающий исполнитель для Testament и Wrathchild America |
| 6 ноября 1989    | The Apocalypse, Торонто, Онтарио, Канада                            | Разогревающий исполнитель для Testament и Wrathchild America |
| 8 ноября 1989    | Le Spectrum, Монреаль, Квебек, Канада                               | Разогревающий исполнитель для Testament и Wrathchild America |
| 9 ноября 1989    | The Chance, Покипси, Нью-Йорк, США                                  | Разогревающий исполнитель для Testament и Wrathchild America |
| 10 ноября 1989   | Sundance, Бэй-Шор, Нью-Йорк, США                                    | Разогревающий исполнитель для Testament и Wrathchild America |
| 11 ноября 1989   | The Ritz, Нью-Йорк, Нью-Йорк, США                                   | Разогревающий исполнитель для Testament и Wrathchild America |
| 12 ноября 1989   | The Channel, Бостон, Массачусетс, США                               | Разогревающий исполнитель для Testament и Wrathchild America |
| 13 ноября 1989   | The Living Room, Провиденс, Род-Айленд, США                         | Разогревающий исполнитель для Testament и Wrathchild America |
| 14 ноября 1989   | The Trocadero, Филадельфия, Пенсильвания, США                       | Разогревающий исполнитель для Testament и Wrathchild America |
| 15 ноября 1989   | Lost Horizon, Сиракьюс, Нью-Йорк, США                               | Разогревающий исполнитель для Testament и Wrathchild America |
| 16 ноября 1989   | Backstreets, Рочестер, Нью-Йорк, США                                | Разогревающий исполнитель для Testament и Wrathchild America |
| 17 ноября 1989   | The Richie Coliseum, Колледж-Парк, Мэриленд, США                    | Разогревающий исполнитель для Testament и Wrathchild America |
| 18 ноября 1989   | The Airport Music Hall, Аллентаун, Пенсильвания, США                | Разогревающий исполнитель для Testament и Wrathchild America |
| 20 ноября 1989   | The Boathouse, Норфолк, Виргиния, США                               | Разогревающий исполнитель для Testament и Wrathchild America |
| 21 ноября 1989   | Club 4808, Шарлотт, Северная Каролина, США                          | Разогревающий исполнитель для Testament                      |
| 22 ноября 1989   | Center Stage, Атланта, Джорджия, США                                | Разогревающий исполнитель для Testament и Wrathchild America |
| 24 ноября 1989   | The Beacham Theatre, Орландо, Флорида, США                          | Разогревающий исполнитель для Testament и Wrathchild America |
| 25 ноября 1989   | Jannus Landing, Сент-Питерсберг, Флорида, США                       | Разогревающий исполнитель для Testament и Wrathchild America |
| 26 ноября 1989   | Summers on the Beach, Форт-Лодердейл, Флорида, США                  | Разогревающий исполнитель для Testament и Wrathchild America |
| 27 ноября 1989   | Summers on the Beach, Форт-Лодердейл, Флорида, США                  | Разогревающий исполнитель для Testament и Wrathchild America |
| 29 ноября 1989   | Storyville Jazz Hall, Новый Орлеан, Луизиана, США                   | Разогревающий исполнитель для Testament и Wrathchild America |
| 30 ноября 1989   | Numbers, Хьюстон, Техас, США                                        | Разогревающий исполнитель для Testament и Wrathchild America |
| 1 декабря 1989   | The Showcase, Сан-Антонио, Техас, США                               | Разогревающий исполнитель для Testament и Wrathchild America |
| 2 декабря 1989   | неизвестный концертный зал, Остин, Техас, США                       | Разогревающий исполнитель для Testament                      |
| 3 декабря 1989   | неизвестный концертный зал, Даллас, Техас, США                      | Разогревающий исполнитель для Testament                      |
| 5 декабря 1989   | The Regency, Спрингфилд, Миссури, США                               | Разогревающий исполнитель для Testament                      |
| 6 декабря 1989   | Mississippi Nights, Сент-Луис, Миссури, США                         | Разогревающий исполнитель для Testament и Wrathchild America |

30 сентября 1989 года, с концерта в мексиканской Тихуане стартовали гастроли в поддержку Testament (вместе с Wrathchild America) в их туре к Practice What You Preach. По аналогии с европейской частью турне Annihilator было названо Alice in USA. В течение двух с половиной месяцев в общей сложности было дано более полусотни выступлений, которые охватили всю территорию Соединённых Штатов Америки, несколько шоу было дано в Канаде, в том числе в Нью-Уэстминстере, городе-спутнике Ванкувера, где состоялась запись Alice in Hell. Пятипесенный плейлист, прозвучавший 11 ноября в нью-йоркском клубе The Ritz, в дальнейшем вошёл в основу концертного альбома In Command. По воспоминаниям Уотерса, Testament, будучи более опытной группой, произвели огромное впечатление на музыкантов из Annihilator, что побудило их «поднять свои задницы и начать действительно работать» над своими концертными выступлениями, а сам тур оказался крайне полезным опытом для коллектива.
В заключительной фазе американского тура возникли проблемы с вокалистом Annihilator. Рэнди Рэмпейдж имел гражданскую специальность и совмещал своё участие в группе с работой докером в Ванкуверском порту. Под конец гастролей он объявил, что получил уведомление о необходимости возвращения в порт под угрозой увольнения и прерывания трудового стажа и вынужден покинуть квинтет. В последующие годы Джефф Уотерс не раз сожалел о случившемся и с теплотой вспоминал фронтмена. «Его пофигистический подход был великолепен. Иногда он нырял в аудиторию со сцены, резал себя или даже ломал что-то, даже не моргнув глазом, а истории, которые он рассказывал были просто потрясающими, плюс его голос идеально подходил к песням». Коллеги по группе, менеджер и звукозаписывающий лейбл пытались его уговорить остаться, речь даже шла о повышении денежного гонорара, но Рэмпейдж всё же ушёл.
По окончании тура группа начала подготовку к своему следующему альбому Never, Neverland.

## Признание
Обладая культовым статусом, пластинка регулярно включается во всевозможные рейтинги различных изданий:
| Год  | Издание       | Название рейтинга                                                                  |
| ---- | ------------- | ---------------------------------------------------------------------------------- |
| —    | Metal Storm   | 20 лучших альбомов 1989 года                                                       |
| 2004 | Martin Popoff | 500 лучших хеви-метал альбомов всех времён                                         |
| 2014 | Loudwire      | 10 лучших трэш-метал альбомов, которые выпустила не «большая четвёрка» трэш-метала |
| 2015 | VH1           | Список лучших трэш-метал дебютов                                                   |
| 2017 | Loudwire      | 50 лучших трэш-метал альбомов всех времён                                          |
| 2017 | Metal Hammer  | 20 лучших трэш-метал альбомов всех времён                                          |
| 2020 | Revolver      | 10 преступно недооценённых трэш-метал альбомов 1980-х                              |
| 2020 | Loudwire      | 40 лучших трэш-метал дебютов всех времён                                           |
| 2021 | Metal Hammer  | 50 лучших трэш-метал альбомов всех времён                                          |

## Варианты издания
Изначально в альбом вошло 9 песен. На прилавки он поступил в форматах виниловой грампластинки, аудиокассеты и компакт-диска.
Альбом был переиздан дважды: в 1998 году с 3 демо-треками в качестве бонусных композиций и 9 сентября 2003 года в составе сборника из двух дисков, выпущенного вместе с Never, Neverland, под названием Two From the Vault.

## Список композиций
Вся музыка написана Джеффом Уотерсом.
| №  | Название                           | Текст песни         | Длительность |
| -- | ---------------------------------- | ------------------- | ------------ |
| 1. | «Crystal Ann» (инструментальная)   |                     | 1:40         |
| 2. | «Alison Hell» ()                   | Джон Бейтс, Уотерс  | 5:00         |
| 3. | «W.T.Y.D.» (Welcome to Your Death) | Бейтс, Уотерс       | 3:53         |
| 4. | «Wicked Mystic»                    | Уотерс, Джоди Вейл  | 3:35         |
| 5. | «Burns Like a Buzzsaw Blade»       | Уотерс, Бейтс, Вейл | 3:30         |

| №                   | Название                                 | Текст песни         | Длительность |
| ------------------- | ---------------------------------------- | ------------------- | ------------ |
| 1.                  | «Word Salad»                             | Уотерс              | 5:46         |
| 2.                  | «Schizos (Are Never Alone) Parts I & II» | Уотерс              | 4:30         |
| 3.                  | «Ligeia»                                 | Уотерс              | 4:45         |
| 4.                  | «Human Insecticide»                      | Бейтс, Уотерс       | 4:48         |
| Общая длительность: | Общая длительность:                      | Общая длительность: | 37:27        |

| №                   | Название                                         | Текст песни         | Длительность |
| ------------------- | ------------------------------------------------ | ------------------- | ------------ |
| 10.                 | «Powerdrain» (демо)                              | Уотерс              | 2:49         |
| 11.                 | «Schizos (Are Never Alone), Parts I & II» (демо) | Уотерс              | 4:18         |
| 12.                 | «Ligeia» (демо)                                  | Уотерс              | 4:56         |
| Общая длительность: | Общая длительность:                              | Общая длительность: | 49:48        |

## Участники записи
:
- Джефф Уотерс — гитары, классическая гитара, бас-гитара, бэк-вокал, продюсер, сведение, ведущий вокал на бонусных демо-треках
- Рэнди Рэмпейдж — вокал, бэк-вокал
- Рэй Хартман — ударные
- Энтони Брайан Гринхэм — ритм-гитара (указан в альбоме, но не участвовал в записи)
- Уэйн Дарли — бас-гитара (указан в альбоме, но не участвовал в записи), бэк-вокал

Приглашённый музыкант:
- Деннис Дубо — ведущий вокал (бридж в «Alison Hell»), бэк-вокал («Alison Hell»)[9]

Технический персонал:
- Пол Блейк — инженер
- Фрэнк Д’Онофрио — инженер
- Виктор Дезо — фотография для обложки
- Крис Герингер — ремастеринг
- Джефф Китс — аннотация в переиздании
- Сатоси Кобаяси — дизайн переиздания
- Лен Руни — логотип группы, обложка

## Позиции в хит-парадах
| Хит-парад (1989)                      | Высшая позиция | Пребывание в чарте |
| ------------------------------------- | -------------- | ------------------ |
| США (Cash Box Top 40 Heavy Metal LPs) | 32             | 13 недель          |

## Комментарии
1. ↑  В 1978 году Маттиас Ябс заменил Михаэля Шенкера в Scorpions в должности соло-гитариста[17].
2. ↑  Запись была сделана 30 июня 1989 года в концертном зале Volkshaus[нем.] в Цюрихе[38].
3. ↑  Впоследствии талантливый менеджер стал легендой звукозаписывающего лейбла и открыл миру такие группы как Sepultura, Trivium и Slipknot[7].